# Corpi Santi di Como
L'espressione Corpi Santi di Como (in lombardo Corp Sant) ha indicato, dal XV al XIX secolo, l'ampia fascia di territorio all'esterno delle mura cittadine, abitata da un sempre crescente numero di persone. Raggiunse una popolazione di 7 664 abitanti.
La denominazione "Corpi Santi" fu affiancata da quella "Comune rurale" con la Riforma Generale dello Stato, operata nel 1755 dall'imperatrice Maria Teresa, ma rimase nell'uso comune. La maggior parte di questi luoghi fa oggi parte del Comune di Como.

## Storia
La locuzione "Corpi Santi" avrebbe un'origine religiosa. Secondo alcune interpretazioni, si riferirebbe alla presenza, nel suburbio cittadino, di zone di sepoltura; altri storici ipotizzano che il nome derivi dalle proprietà ecclesiastiche della zona. In ogni caso, i Corpi Santi di Como sono testimoniati sin dal Medioevo. Nel XV secolo, vennero accresciuti con la Castellanza del Baradello, territorio comprendente le vicinanze di Morsenzia, Rebbio, Albate, Trecallo, Baraggia e Navedano. Nel 1527, tuttavia, Pedro Arias ordinò la demolizione delle fortificazioni e tutte le terre che avevano fatto parte della Castellanza furono riaccorpate alla pieve di Zezio.
Nel 1652 il territorio dei Corpi Santi comprendeva 16 comunità: Acquanegra e Guzza, a sua volta suddivisa in 4 fuochi; Albate, Trecallo e Baraggia (33 fuochi); Breccia e Lazzago (37); Cassina del Sena (5); Rebbio (24); Camerlata (12); Muggiò (3); Cassina di Navedano (6); Bassone (3); Monte Lompino e Bignanico (57); Lora (7); Ronco (2); Monteverde (5); Molini sopra il fiume Aperto (7); Garzola (1).
Un secolo più tardi, in base ai dati del censimento, i Corpi Santi comprendevano i borghi di Sant'Agostino, San Salvatore, San Giorgio in Borgo di Vico, Cernobbio e Monte Lompino, Santissima Annunziata, Porta Torre, Santi Bartolomeo e Protaso, San Vitale, San Martino, Garzola e San Giuliano, Bignanico ed Uniti, Fiume Aperto, Lora e Valeggio. In quest'epoca non gravavano carichi di redenzione né feudi, in quanto parte della città di Como, il cui podestà aveva giurisdizione sopra tutti i Corpi Santi. Soltanto a Cernobbio era attiva un'unione per il riparto delle spese locali. Secondo l'Indice delle pievi e comunità dello Stato di Milano (1753), la circoscrizione dei Borghi e Corpi Santi comprendeva: Albate con Trecallo, Baraggia, Muggiò e Acquanegra; Baraggiola; Breccia con Lazzago; i borghi di Sant'Agostino, San Salvatore, San Giorgio di Vico, Cernobbio, Lompino, Tarlengo, Cardano, Cardanino, Palleda, Quarcino, Sagnino e Mognano; Rebbio; Senna con Navedano e Bassone; Camerlata.
L'editto promulgato il 10 giugno 1757, riordinando tutta l'amministrazione dello Stato di Milano, comprese nei Borghi e Corpi Santi di Como le parrocchie di San Zenone (anche detta di Monte Olimpino), San Salvatore, San Giorgio, Santissima Annunziata, Sant'Antonino, San Vitale, San Martino, San Bartolomeo e San Carpoforo (o Camerlata). Nel 1817, quando il Regno Lombardo-Veneto fu riorganizzato dopo le guerre napoleoniche, i Corpi Santi vennero nuovamente reintegrati nella città ed inseriti nel II distretto della nuova provincia di Como. In quell'occasione sette parrocchie (San Salvatore, San Giorgio, Santissima Annunziata, Sant'Antonino, San Vitale, San Martino e San Bartolomeo) vennero annesse alla città di Como e le altre due (Camerlata e Monte Olimpino) andarono a costituire altrettanti comuni a sé stante, sempre nel II distretto provinciale.
All'atto della proclamazione del Regno d'Italia, nel 1805, i Borghi e Corpi Santi di Como avevano costituito un Comune autonomo di II classe, abitato da 7 664 persone e collocato nel I cantone del I distretto provinciale di Como. I comuni di Camerlata e Monte Olimpino vennero accorpati a Como nel 1884 mentre altri Comuni, quali Albate ad esempio, rimasero autonomi fino alla seconda guerra mondiale ed alcuni lo sono ancora oggi.

## I Corpi Santi

### Geno
L'area di Punta Geno, sulla sponda orientale del braccio comasco del Lario, risulta occupata già dai Liguri. Nel 1721 fu ritrovata una lapide databile alla tarda età romana.
Fu parte del Comune di Camerlata e, nel 1884, fu accorpato al Comune di Como.

### Brunate
L'insediamento che occupa la sommità dell'omonimo colle costituisce Comune autonomo. Soltanto dal 1943 al 1946 venne incorporato a Como.
Il toponimo potrebbe derivare dal termine prunatum ("pruna", "bragia", "carbone acceso") o da prunetum ("bosco di prugni") ma potrebbe anche derivare dalla famiglia Burrenus, segnalata per tutto il Medioevo.

### Civiglio
A lungo Comune autonomo, Civiglio fu accorpato a Como nel 1943. I ritrovamenti in località Camposanto attestano l'origine pre-romana dell'insediamento, databile almeno al V secolo a.C.
Il toponimo ha origine probabilmente romana, derivato forse da clivicolus ("pendio") e riflette la posizione dell'abitato, arroccato sulla collina.

### Visigna
Visigna era una frazione del Comune di Civiglio e, naturalmente, nel 1943 divenne parte del Comune di Como. Nelle fonti più antiche il toponimo è attestato come Vexina (1306) o Vissignia (1360) e deriva dal termine Vicinia, ovvero "luogo dove la comunità dei vicini (vicinato) esercita i diritti di uso e proprietà comune". Durante il Medioevo tali diritti erano prerogativa dei canonici della Cattedrale di Como.

### Garzola
Oggi frazione di Como, Garzola ospita il romitorio di San Donato, la cui fondazione risale al 1453. Qui si ritirarono frate Cornelio Piacentino con altri tre francescani.
Il nome, piuttosto comune in Lombardia, potrebbe derivare dal latino quartia, ma alcuni lo fanno derivare da sgarzia ("cardo").

### Camnago
La località oggi nota come Camnago Volta fu Comune autonomo sino al 1943, quando venne accorpato a Como. Il toponimo indica che in questa località nacque Alessandro Volta, illustre fisico e scienziato comasco. Il termine "Camnago" potrebbe derivare da "canneto", ma potrebbe anche essere una corruzione di "campo" e questa seconda ipotesi sembra avvalorata dalla presenza, negli Statuti comunali del 1335, di un tal Johanolus da Campnago.
Altre località limitrofe, sempre parte del Comune di Como, portano nomi caratteristici quali Campora ("località fertile"), in cui sorgeva la villa di proprietà del Volta, Ravanera ("coltivazione a rape"), Cà Rotta o Navedano ("bassura paludosa"), nelle vicinanze del Cosia.

### Lora
Lora, oggi frazione di Como, fece parte del Comune di Camerlata dal 1815 al 1884. Sin dal Medioevo si trovano le indicazioni L'ora o All'ora per indicare la località. L'abitato era originariamente costituito dall'unione di una serie di poderi, ancora attivi agli albori del XX secolo, nell'ambito di una zona essenzialmente boschiva (la Tarliscia, già proprietà dei Canonici di San Fedele ed oggi conosciuta come Terlizza, nel territorio comunale di Lipomo).

### Muggiò
Comunità rurale in seno al Comune di Albate, dal 1943 Muggiò è frazione di Como. Si tratta di un'area molto fertile, proprietà ecclesiastica o di nobili famiglie, che non fu mai divisa nella sua storia.
Il toponimo deriva forse dal latino metulatus ("colonnetta", "altura"). Per l'identico significato lato di rilievo collinare vale la pena segnalare che il dialetto lombardo usa la parola mücc ("mucchio").

### Albate
Il Comune di Albate rimase sempre fieramente autonomo e soltanto nel 1943 venne inglobato nel capoluogo. Già dall'epoca teresiana venne affermata la sua natura di Corpo Santo distinto da Como e tale rimase durante quasi tutto il Regno d'Italia.
Il toponimo è di chiare origini liguri, derivante da alb ovverosia "altura". Molte altre località dell'Italia settentrionale, che vennero in origine abitate dai Liguri, hanno un nome simile: nella stessa provincia di Como si trovano Albese ed Albiolo.

### Acquanera
Il nome della località deriva dalle acque, un tempo scure, del torrente omonimo. Secondo alcune interpretazioni popolari, l'episodio che diede il nome al fiume (ed alla località) andrebbe ricercato in una battaglia fra i Comaschi ed i Canturini, alleati dei Milanesi durante la guerra decennale.

### Trecallo
Antica frazione del Comune di Albate, poi di Como. Il nome deriva probabilmente dal fatto che qui si dipartono tre strade (calles), dirette a Como, Cantù e Montorfano.

### Camerlata
Comune autonomo dal 1817, di estensione territoriale paragonabile a Como stessa, Camerlata fu inglobato nel capoluogo il 7 dicembre 1884. La fascia di territorio camerlatese, partendo da ponente, arrivava sino a Punta Geno, sul lago. Dopo la costruzione della strada Napoleona e della linea ferroviaria per Milano, Camerlata divenne un importante luogo di transito mercantile. Oggi è attraversata dall'autostrada A9 e dalla strada provinciale.
Camerlata godeva una limitata autonomia, almeno nel XVIII secolo, pur essendo unita a Como nei Corpi Santi.

### Rebbio
L'antica Alebbio, più tardi Arebbio e poi Rebbio, fu Comune autonomo sino al 1937. L'annessione fu dovuta all'apertura del nuovo brefotrofio provinciale, che rese Rebbio - per un breve periodo - il comune della provincia col più alto numero di nati.
Fu teatro della battaglia della Morsenza, nel corso della guerra decennale contro i Milanesi; nell'età moderna era anche talvolta indicata come Sala di Alebbio perché sede di un deposito cerealicolo.
Che il nome derivi dall'arabo (lobbia o debbio, nel significato di "concime") e che abbia l'identica origine di Delebio, in Valtellina, è ipotesi affascinante ma non comprovabile.

### Breccia
Abitata in età pre-romana, forse addirittura dal I millennio a.C., Breccia fu a lungo Comune autonomo, finché venne annessa a Como nel 1943. La zona è punteggiata di cascine, alcune delle quali ancora esistenti.
Il toponimo sembra derivare da breggia, ovvero "pietra da macina". Anche due torrenti del comasco portano il nome Breggia.

### Prestino
Località rurale di probabile origine ligure, un tempo legata a Breccia, Prestino è nota per il ritrovamento di una stele incisa con caratteri etruschi ed in lingua leponzio-ligure. Il nome è, però, latino, una corruzione di pistrinum, che può significare sia "mulino" sia "forno per il pane".

### Tre Camini
Parte dei Corpi Santi sin dal Medioevo, la località è costituita da una cascina sita tra Lazzago e Lucino. Il nome deriva chiaramente dalla caratteristica architettonica della cascina stessa. Oggi è parte del comune di Montano Lucino.

### Vergosa
Il Comune autonomo di Vergosa, ribattezzato nel 1911 San Fermo della Battaglia, costituisce zona abitata dal 1000 a.C. Con il nome di Nullate, il borgo fu dipendenza della città di Como, assegnato a Porta Sala. Il toponimo "Nullate" rimane oggi nel nome della chiesa di Santa Maria in Nullate, consacrata nel 1095; già dal 1064 invece è testimoniato l'utilizzo del termine Vergosia (poi Vergosa) per indicare il borgo. San Fermo era, comunque, richiamato sin dal 755, quando venne eretta una chiesa a lui dedicata.
Vergosa fu staccato dai Corpi Santi di Como nel 1759, a seguito della Riforma Generale dello Stato promossa dagli Asburgo. Qui, il 27 maggio 1859, si svolse una decisiva battaglia fra le schiere garibaldine e gli austriaci e, nel cinquantenario dell'Unità d'Italia, fu deciso di cambiare nome al Comune.

### Monte Olimpino
La zona di Monte Olimpino, che sino al 1884 costituiva Comune a sé, si estende lungo le colline della Spina Verde che, da Camerlata, si dirigono in Svizzera. Si distinguono diverse località, alcune delle quali attestate sin dal Cinquecento: Brogeda, oggi dogana lungo il confine elvetico; Quarcino, già distretto autonomo e poi parte del Corpo Santo di San Salvatore dal 1529 al 1654; Cardano; Cardina; Bronno; Castel Carnasino, così detto dalle fortificazioni abbattute nel 1527 dagli Spagnoli; Bignanico, già annesso al Corpo Santo di San Salvatore.

### Tavernola
Anche Tavernola fece storicamente parte del Corpo Santo di Monte Olimpino e del successivo Comune autonomo. Si tratta di una località pianeggiante, un tempo paludosa, la cui collocazione esterna alla città è rimarcata dal toponimo taverna.

### Cernobbio
Dipendenza di Porta Monastero, Cernobbio venne aggregato ai Borghi e Corpi Santi della città di Como nel 1284. A carico dei cernobbiesi, stando agli Statuti comunali del 1335, era la manutenzione del tratto di via Regina passante per il borgo. Nel 1439 risulta direttamente annesso a Como, mentre nel 1751 godeva di limitate forme di autonomia. Oggi è Comune autonomo.

### Senna Comasco
Costituito dall'unione dei centri abitati di Senna, Navedano e Bassone, Senna Comasco fu conteso per molto tempo da Como e Milano. Ancora oggi, i centri di Senna e Navedano fanno parte dell'Arcidiocesi di Milano, poiché il santuario di Santa Maria fu costituito e fu proprietà del Monastero delle Suore di Santa Maria Assunta di Cantù-Vighizzolo,  Senna era dipendente della parrocchia di Intimiano e Navedano era dipendente dalla parrocchia di Cucciago; queste tre chiese sono state unite nel 1986 nella nuova Parrocchia di Senna Comasco e poi, dal 2014, con Cucciago, nell'Unità Pastorale di Senna Comasco e Cucciago; Bassone, invece, fece sempre parte della Parrocchia dell'antico centro di Albate, oggi inserito nel comune di Como e nella Diocesi di Como.
Considerata dal XVII secolo parte integrante dei Corpi Santi, per la sua particolare posizione religiosa, rimase sempre un Comune autonomo, anche dopo l'Unità d'Italia ed ancora oggi esistente.